# 近衛尋子
近衛 尋子（このえ ちかこ、寛永15年（1638年）10月 - 万治元年閏12月23日（1659年2月14日））は、江戸時代前期の女性。水戸藩第2代藩主・徳川光圀の御簾中。通称は泰姫（たいひめ）、台姫。院号は法光院。諡号は哀文夫人。

## 生涯
関白左大臣・近衛信尋の娘として生まれる。母は権大納言藪嗣良の娘。
慶安2年（1649年）10月11日、父信尋が死去。慶安5年（1652年）8月頃、水戸藩の世継ぎであった徳川光国（後に光圀）との縁談がほぼまとまり、9月には幕府の承認を得る。同年の11月に光圀の庶子である頼常が誕生しているが、光圀の兄・頼重の高松藩に送られて養育された。
承応2年（1653年）7月19日に兄の近衛尚嗣が没したため婚礼は延びたようで、承応3年（1654年）春に江戸に下向して水戸藩邸に入り、4月14日、光圀との婚礼が挙行された。ときに光圀は27歳、泰姫は17歳。明暦2年（1656年）、前摂政・二条康道により諱を「尋子」（ちかこ）と命名された。
明暦3年（1657年）1月、明暦の大火により水戸藩邸が全焼し、光圀ともども駒込の別邸に移る。8月頃からに泰姫は体調を崩し、何度か小康状態にはなったが回復せず、翌万治元年（1658年）10月から赤痢となり、閏12月23日、死去。享年21。遺体は水戸に送られ、薬王院（水戸市元吉田町）に葬られた。延宝5年（1677年）、瑞竜山に改葬。
年が明けた翌万治2年（1659年）の元旦、光圀は「元旦に藤夫人を祭る文」を書き、夫人の死を悼んだ。「……物換り、年改れども、我が愁は移ることなし。谷の鴬百たび囀れども、我は春無しと謂はん。庭の梅已に綻びたれども、我は真ならず謂はん。去年の今日は対酌して觴（さかずき）を挙げ、今年の今日は独り坐して香を上る。鳴呼哀しいかな。幽冥長（とこし）へに隔つ。天なるか命なるか。維（ただ）霊来り格（いた）れ。（原文漢文）」
また、実家近衛家に奉ずるため、「藤夫人病中葬礼事略」を記している。

## 人物・逸話
和歌に優れ学識が高く、光圀との仲は睦まじかった。光圀に仕えた和学者・安藤年山は著書『年山紀聞』の中で、「御生質の美なるのみならず、詩歌をさへこのみ玉ひて、古今集、いせ物語はそらにおぼえ、八代集、源氏物語などをよく覚えたまひしとぞ。また三体詩をも暗記したまひけるとぞ」と記している。また儒学者・辻了的は、その容姿について「天姿婉順」と評している。
家集として『香玉詠藻』がある。また、漢詩二首が伝わっている。